# شهرستان مالوآرخانگلسکی
شهرستان مالوآرخانگلسکی (به لاتین: Maloarkhangelsky District) یک شهرستان در روسیه است که در استان اریول واقع شده‌است.